# Вісенте Реєс
Вісе́нте Філліп Ре́єс Ну́ньєс (ісп. Vicente Phillip Reyes Núñez; нар. 19 листопада 2003) — чилійський футболіст, воротар англійського клубу «Норвіч Сіті», який на правах оренди виступає за «Пітерборо Юнайтед».

## Клубна кар'єра

### «Атланта Юнайтед»
2016 року приєднався до академії клубу МЛС «Атланта Юнайтед». 20 вересня 2020 року дебютував за резервну команду «Атланта Юнайтед 2» в матчі проти «Філадельфія Юніон II». 7 січня 2022 року підписав з клубом свій перший професіональний контракт. 26 квітня 2023 року підписав новий контракт з «Атлантою». З 2020 по 2023 роки зіграв в чемпіонаті USL 31 поєдинок, провівши 5 «сухих» матчів

### «Норвіч Сіті»
26 червня 2023 року перейшов в англійський клуб «Норвіч Сіті». 14 жовтня відданий в оренду на 28 днів в «Брейнтрі Таун» з Національної ліги Південь.
13 лютого 2024 року на правах оренди перейшов в клуб Другої ліги «Форест Грін Роверз» до кінця сезону. Дебютував за «Форест Грін Роверз» 13 лютого в матчі Другої ліги проти «Барроу». Всього за час оренди провів 16 матчів за клуб.
2 липня 2024 року відправився в сезонну оренду в клуб Першої ліги «Кембридж Юнайтед». 10 серпня 2024 року дебютував за нову команду в матчі Першої ліги проти «Стокпорт Каунті». 8 січня 2025 року повернувся з оренди, за час якої провів 23 поєдинки в усіх турнірах.
6 березня 2025 року підписав новий контракт з клубом до 2027 року з опцією продовження ще на один сезон. Наступного дня дебютував в основному складі «Норвіч Сіті» в матчі Чемпіоншипу проти «Оксфорд Юнайтед».
31 липня 2025 року на правах оренди перейшов в «Пітерборо Юнайтед» до січня 2026 року. 12 серпня дебютував за «Пітерборо» в матчі Кубка ліги проти «Аккрінгтон Стенлі».

## Кар'єра в збірній
Виступав за збірні Чилі до 17, до 20 і до 23 років. В січні 2023 року потрапив в заявку збірної до 20 років на молодіжний чемпіонат Південної Америки, що проходив в Колумбії. На турнірі провів усі чотири поєдинки своєї команди, яка не змогла вийшли групи.
В січні 2024 року виступав за збірну до 23 років на передолімпійському турнірі КОНМЕБОЛ у Венесуелі. На турнірі зіграв у чотирьох матчах, але чилійці не змогли пройти кваліфікацію.
27 вересня 2024 року вперше викликаний до збірної Чилі головним тренером Рікардо Гарекою для участі в матчах проти збірних Бразилії і Колумбії.

## Статистика виступів

### Клубна статистика
Станом на 12 серпня 2025
| Клуб                 | Сезон             | Чемпіонат                | Чемпіонат | Чемпіонат | Кубок | Кубок | Кубок ліги | Кубок ліги | Інші  | Інші | Всього | Всього |
| Клуб                 | Сезон             | Дивізіон                 | Матчі     | Голи      | Матчі | Голи  | Матчі      | Голи       | Матчі | Голи | Матчі  | Голи   |
| -------------------- | ----------------- | ------------------------ | --------- | --------- | ----- | ----- | ---------- | ---------- | ----- | ---- | ------ | ------ |
| Атланта Юнайтед 2    | 2020              | Чемпіонат USL            | 3         | 0         | —     | —     | —          | —          | —     | —    | 3      | 0      |
| Атланта Юнайтед 2    | 2020              | Чемпіонат USL            | 3         | 0         | —     | —     | —          | —          | —     | —    | 3      | 0      |
| Атланта Юнайтед 2    | 2021              | Чемпіонат USL            | 16        | 0         | —     | —     | —          | —          | —     | —    | 16     | 0      |
| Атланта Юнайтед 2    | 2023              | МЛС Некст Про            | 9         | 0         | —     | —     | —          | —          | —     | —    | 9      | 0      |
| Атланта Юнайтед 2    | Всього            | Всього                   | 31        | −60       | 0     | 0     | 0          | 0          | 0     | 0    | 31     | −60    |
| Норвіч Сіті          | 2023–24           | Чемпіоншип               | 0         | 0         | 0     | 0     | 0          | 0          | —     | —    | 0      | 0      |
| Норвіч Сіті          | 2024–25           | Чемпіоншип               | 4         | −7        | 0     | 0     | 0          | 0          | —     | —    | 4      | −7     |
| Норвіч Сіті          | Всього            | Всього                   | 4         | −7        | 0     | 0     | 0          | 0          | 0     | 0    | 4      | −7     |
| → Брейнтрі Таун      | 2023–24           | Національна ліга Південь | 4         | −3        | 0     | 0     | —          | —          | —     | —    | 4      | −3     |
| → Форест Грін Роверз | 2023–24           | Друга ліга               | 16        | −21       | 0     | 0     | —          | —          | —     | —    | 16     | −21    |
| → Кембридж Юнайтед   | 2024–25           | Перша ліга               | 20        | −36       | 2     | −2    | —          | —          | 1     | −2   | 23     | −40    |
| → Пітерборо Юнайтед  | 2025–26           | Перша ліга               | 0         | 0         | 0     | 0     | 1          | −2         | 0     | 0    | 1      | −2     |
| Всього за кар'єру    | Всього за кар'єру | Всього за кар'єру        | 75        | −127      | 2     | −2    | 1          | −2         | 1     | −2   | 79     | −133   |

1. ↑  Матчі в Трофеї Футбольної ліги